# Benzingia
Benzingia is een geslacht van negen soorten orchideeën uit de onderfamilie Epidendroideae.
Het zijn kleine epifytische planten met zeer gevarieerde bloemvormen uit Ecuador, Peru, Colombia, Costa Rica en Panama.

## Naamgeving enetymologie
- Synoniem: Benzingia Dodson (1989)

Benzingia is vernoemd naar de Amerikaanse plantenfysioloog David H. Benzing.

## Kenmerken
Benzingia-soorten zijn kleine, epifytische planten met een sympodiale groei, zonder pseudobulben, met een smalle, waaiervormige groei en met grijsgroene, hangende bladeren met een korrelig oppervlak, en één korte, okselstandige, liggende of rechtopstaande eenbloemige bloemstengel.
De bloemen zijn al dan niet geresupineerd en hebben gelijkvormige kelkbladen, dikwijls gefuseerd, waarvan de laterale aan de basis vergroeid zijn met het gynostemium. De bloemlip is eenlobbig, concaaf of zakvormig en rond het gynostemium gerold, en draagt een callus. Het gynostemium is ongevleugeld en draagt vier gele pollinia in twee ongelijke paren, door een kort stipum verbonden met een plat viscidium.
In tegenstelling tot de vegetatieve kenmerken, is de morfologie van de bloemen van de soorten die nu het geslacht bevolken vrij divers. Zo heeft Benzingia reichenbachiana geresupineerde bloemen met een buisvormige bloemlip en een pseudospoor, en een tweelobbig callus met onregelmatige tanden, terwijl de bloemen van het voormalige geslacht Ackermania al dan niet geresupineerd zijn, een zakvormige bloemlip en geen vals spoor dragen. Deze verschillen in bloemmorfologie zijn waarschijnlijk te danken aan verschillende methodes van bestuiving, en lijken de nauwe verwantschapsbanden tegen te spreken.

## Taxonomie
Benzingia werd in 1989 beschreven door Dodson, met enkel de typesoort. Het geslacht is in 2005 uitgebreid met enkele nauw verwante soorten van de geslachten Chondrorhyncha en Stenia, en met beide soorten van Ackermania, op basis van DNA-onderzoek door Whitten et al.
Het geslacht omvat volgens de meest recent geaccepteerde taxonomie acht soorten. De typesoort is Benzingia hirtzii.

### Soortenlijst
- Benzingia caudata (Ackerman) Dressler (2005) (= Chondrorhyncha caudata Ackerman (1981))
- Benzingia cornuta (Garay) Dressler (2005) (= Chondrorhyncha cornuta Garay (1970))
- Benzingia estradae (Dodson) Dodson (1995) (= Chondrorhyncha estradae Dodson (1980))
- Benzingia hajekii (D.E.Benn. & Christenson) Dressler (2005) (= Ackermania hajekii D.E. Benn. & Christenson (2001))
- Benzingia hirtzii Dodson ex. Dodson (1995)
- Benzingia jarae (D.E.Benn. & Christenson) Dressler (2005) (= Ackermania jarae D.E.Benn. & Christenson (1995))
- Benzingia palorae (Dodson & Hirtz) Dressler (2010) (= Stenia palorae Dodson & Hirtz (1989))
- Benzingia reichenbachiana (Schltr.) Dressler (2010) (= Chondrorhyncha reichenbachiana Schltr. (1921))
- Benzingia thienii (Dodson) P.A.Harding (2008)